# Tullow

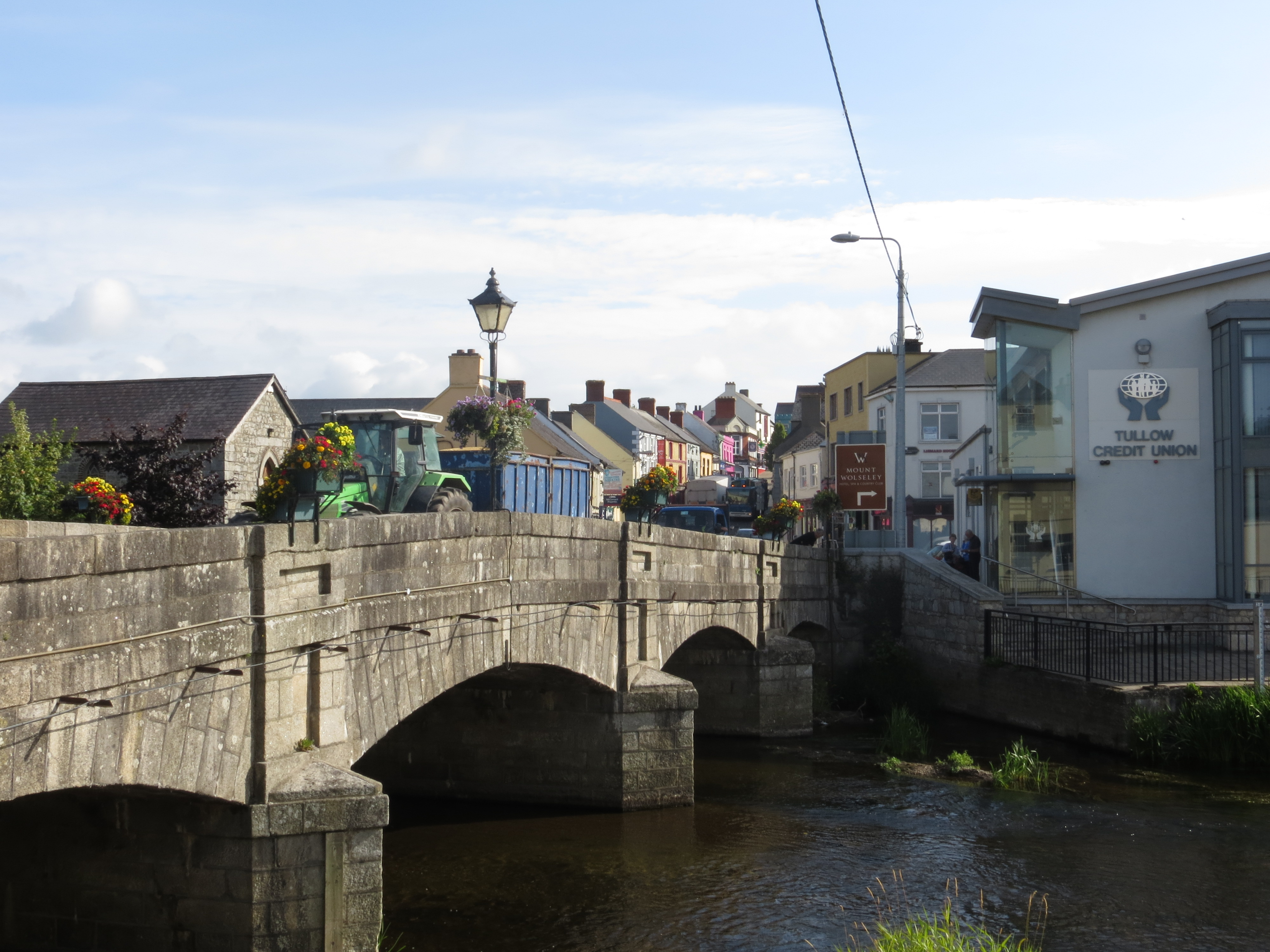
Die N81 über den River Slaney im Zentrum von Tullow (2013)

Tullow (irisch An Tulach; dt.: „Der Hügel“) ist eine Landstadt im County Carlow im Südosten der Republik Irland.
Sie liegt etwa 15 km (Luftlinie) östlich von Carlow Town an den Ausläufern der Wicklow Mountains am River Slaney. Die Einwohnerzahl Tullows wurde bei der Volkszählung 2022 mit 5138 Personen ermittelt. 1996 waren es 2364 Einwohner, womit sich die Anzahl verdoppelt hat.
In der Ortsmitte steht ein Denkmal für Father Murphy, einen Priester und Anführer der Irischen Rebellion von 1798, der in Tullow hingerichtet wurde.
Die Stadt liegt an der N81 von Dublin über Blessington und Baltinglass nach Bunclody und weiter (auf der N80) nach Enniscorthy.
Mit den Autobahnen M9 von Dublin nach Waterford und M11 von Dublin nach Wexford ist Tullow über Landstraßen verbunden.
An den irischen Schienenverkehr war der Ort 1886 angeschlossen worden; die Strecke wurde 1947 für den Personenverkehr und 1959 für den Güterverkehr geschlossen.
Das Portal Tomb von Ballynoe (irisch An Baile Nua – auch Newtown genannt) liegt etwa 4 km südlich von Tullow.